# K Lyra
A K Lyra egy megszűnt belga labdarúgócsapat volt Lier városában. A klub hazai mérkőzéseinek helyét a 6 000 fő befogadására alkalmas Lyra stadion adta. Az egyesület labdarúgó-szakosztályát 1909-ben alapították. 1972-ben összeolvadt a szintén lieri Liersével.
A klub legnagyobb sikerét az 1934–35-ös szezonban érte el, amikor bejutottak a kupadöntőbe.

## Sikerei, díjai
Challenge League
- Győztes (4): 1931–32, 1942–43, 1945–46, 1952–53

Belga Kupa
- Döntős (1): 1934–35

## Fordítás
Ez a szócikk részben vagy egészben  a   K. Lyra című angol Wikipédia-szócikk fordításán alapul.  Az eredeti cikk szerkesztőit annak laptörténete sorolja fel. Ez a jelzés csupán a megfogalmazás eredetét és a szerzői jogokat jelzi, nem szolgál a cikkben szereplő információk forrásmegjelöléseként.